# Чорнобаївська площа
Чорноба́ївська пло́ща — площа у Святошинському районі міста Києва, місцевість Святошин. Розташована під шляхопроводом Берестейського проспекту, пролягає вздовж залізниці від Депутатської до Святошинської вулиці. 

## Історія
Виникла на початку 1970-х років після відкриття станції метро «Святошин» та переносу ближче до станції метро пасажирської платформи залізничної станції Святошин. 1977 року отримала назву площа Героїв Бреста, на честь захисників Брестської фортеці у Другій світовій війні.
На площі розташована кінцева зупинка автобусів та маршрутних таксі приміського сполучення західного напрямку.
У 1975–1977 роках назву площа Героїв Бреста мала нинішня площа Героїв УПА, що знаходиться в районі станції метро «Почайна».
Сучасна назва на честь боїв під Чорнобаївкою в ході вторгнення Росії в Україну — з 2022 року.